# A Colina das Bruxas
A Colina das Bruxas (Witch Hill) é uma obra literária, escrita por Marion Zimmer Bradley, que fala da história de uma jovem que se chama Sara Latimer. Após perder a sua família de forma trágica, Sara descobre que é a única herdeira de uma mansão na Nova Inglaterra.

## Resumo
A história começa com a morte do seu irmão na Guerra, sua mãe, estando enfraquecida pela doença, quando soube da notícia “morreu de desgosto”, tendo sido os dois funerais ao mesmo tempo, deixando Sara e o seu pai abalados pelas perdas. A caminho de casa junto com seu pai, em um carro funerário, ele explica-lhe a razão pela qual ela se chama Sara. Ela se chama Sara por causa de uma tia dele que lhe tinha rogado uma praga, mas, antes que pudesse falar-lhe mais sobre sua tia, ocorre um acidente onde seu pai morre, ficando Sara sem família e só.
Ao regressar finalmente para casa, Sara recebe uma carta na qual é informada de ter recebido uma herança de uma tia-avó. Sendo, essa herança, uma mansão na Nova Inglaterra numa aldeia chamada Witch Hill (Colina das Bruxas), Sara não hesitou, pois precisava de dinheiro para concluir os estudos, uma vez que queria ser ilustradora de livros infantis e caso não lhe agradá-se a mansão, ficaria com dinheiro suficiente para viver bem sem grandes esforços.
A caminho de Witch Hill Sara conhece um homem - que era o médico local - numa mercearia em que parou para comprar mantimentos e este, percebendo que ela não tinha transporte e nem conhecia o caminho, ofereceu-lhe boleia. Sara convidou o homem a entrar, pois a casa era grande e sara estava com receio de a percorrer sozinha. A primeira coisa que Sara vê quando entra na casa é um grande quadro com a primeira Sara Latimer pintada, e ela se assusta pois ela sente-se como se estivesse a ver ao espelho uma vez que elas eram quase iguais. Ao entrar no quarto da tia-avó interessa-se por uns frascos que estavam num tocador, ao abrir um dos frascos espalha-se pelo ar um aroma provocante que revela o lado erótico de ambos, passando os dois uma noite fogosa. De Manhã, ao acordar, Sara despede-se do médico que estava deixando-a para ir para o trabalho, prometendo-lhe voltar mais tarde.
Ao dirigir-se à janela constatou que tinha um cemitério da família no jardim, enquanto ela constatava esse facto, tocaram-lhe à campainha, Sara, ao abrir a porta, conhece o vizinho que tem tomado conta da casa nos últimos 7 anos, o vizinho rapidamente se prontifica a apresentar-lhe toda a sua nova propriedade. Sara, ao caminhar com ele, vai até uma antiga igreja do rito. Ela, ao entrar na igreja, sente uma estranha sensação de hipnose onde praticamente deixa de ter controlo sobre as suas acções e envolve-se sexualmente com o seu vizinho, sendo tratada pelo vizinho de forma brusca de tal modo que fica com nódoas negras no seu corpo frágil. Sem perceber realmente os motivos que a tinham levado a cometer tal loucura, regressa a casa confusa com a situação, quando entra em casa repara num álbum de família com a respectiva árvore genealógica e repara também que de 50 em 50 anos existe sempre uma Sara Latimer e que têm sempre mortes horríveis, ou foram apedrejadas, ou enforcadas ou até mesmo comidas por cães.
Sara começa a sentir uma estranha sensação, em que começa a ter aos poucos pedaços de memórias de outras alturas de outras épocas. Nesse dia apareceu em sua casa um pequeno Gato o qual denominou Barnabás.
Aos poucos Sara começa a conhecer a povoação da aldeia e parece que todos sabem quem ela é devido as suas parecenças com a tia, sendo ela constantemente abordada pelo vizinho até que é convidada para a uma sessão de bruxaria que recusa, mas, mais tarde, uma das suas amigas locais oferece-lhe um bolo que Sara come desconhecendo que contém algo que a faz adormecer.
Sara acorda no meio de um ritual de bruxas e, sem saber se estava a delirar, ou não, vê bruxas a voar em vassouras e autênticas orgias com muitos habitantes da aldeia que nunca pensara serem bruxos. Sara, nesse ritual, descobre que a sua tia e o vizinho eram os líderes de todo o clã, sem saber como, nem porque, acorda mais uma vez em sua casa junto ao seu gato Barnabé. Sara, assustada, tenta fugir da aldeia mas é atacada por um corvo que não a deixa apanhar o autocarro. Sendo impedida de sair da aldeia, sara telefona ao médico para ir ter com ela pois sentia-se só e assustada e também estava preocupada, pois desconfiava que estava grávida do médico ou do seu vizinho que a violara durante o ritual de bruxas.
Depois de falar com o seu vizinho sobre as suas dúvidas, de estar ou não grávida, sente-se tranquila, pois ele disse-lhe que nenhuma bruxa havia saído grávida de nenhum ritual que não fosse especifico para acasalamento.
No final da obra Sara apercebe-se que o seu calmo e inofensivo gato era na realidade sua tia-avó, que a andava a vigiar. Depois de perceber tal facto, Sara tem uma conversa com a sua tia-avó, onde lhe conta a sua insatisfação por ser bruxa e diz-lhe que não quer que esse seja o seu futuro, a sua tia compreende os factos e reconhece que sara não nasceu para ser uma bruxa, deixando-a partir com o médico para fora da aldeia.